# Географія Багамських Островів
Багамські Острови — північноамериканська країна, що займає однойменний архіпелаг на північ від Великих Антильських островів . Загальна площа країни 13 880 км² (161-ше місце у світі), з яких на суходіл припадає 10 010 км², а на поверхню внутрішніх вод — 3 870 км². Площа країни трохи менша ніж площа Івано-Франківської області України. 

## Назва
Офіційна назва — Союз Багамських Островів, Багамські Острови, Багами (англ. Commonwealth of The Bahamas, The Bahamas). Назва країни походить від назви однойменного архіпелагу, який іспанською мовою зветься Баха Мар (ісп. Baja Mar), що означає неглибоке море і вказує на велику кількість мілин між островами.

## Географічне положення
Багамські Острови — північноамериканська острівна країна, що не має сухопутного державного кордону. Багамські Острови омивається водами Атлантичного океану; на заході Флоридською протокою відокремлені від континентального півострова Флорида; на південному заході Старою Багамською протокою від острова Куба. Загальна довжина морського узбережжя 3542 км.

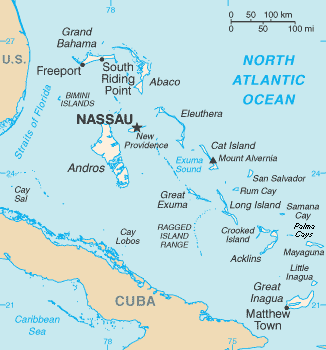
Карта країни (англ.)
Морські кордони країн Карибського регіону

Згідно з Конвенцією Організації Об'єднаних Націй з морського права (UNCLOS) 1982 року, протяжність територіальних вод країни встановлено в 12 морських миль (22,2 км). Виключна економічна зона встановлена на відстань 200 морських миль (370,4 км) від узбережжя.

### Час
Час у Багамських Островах: UTC-5 (-7 годин різниці часу з Києвом). Літній час вводиться другої неділі березня переводом годинникової стрілки на 1 годину вперед, скасовується в першу неділю листопада переводом годинникової стрілки на 1 годину назад.

## Геологія

### Корисні копалини
Надра Багамських Островів багаті на ряд корисних копалин: кам'яну сіль, арагоніт.

## Рельєф
Середні висоти — дані відсутні; найнижча точка — рівень вод Атлантичного океану (0 м); найвища точка — пагорб Алвернія на острові Кет-Айленд (63 м).

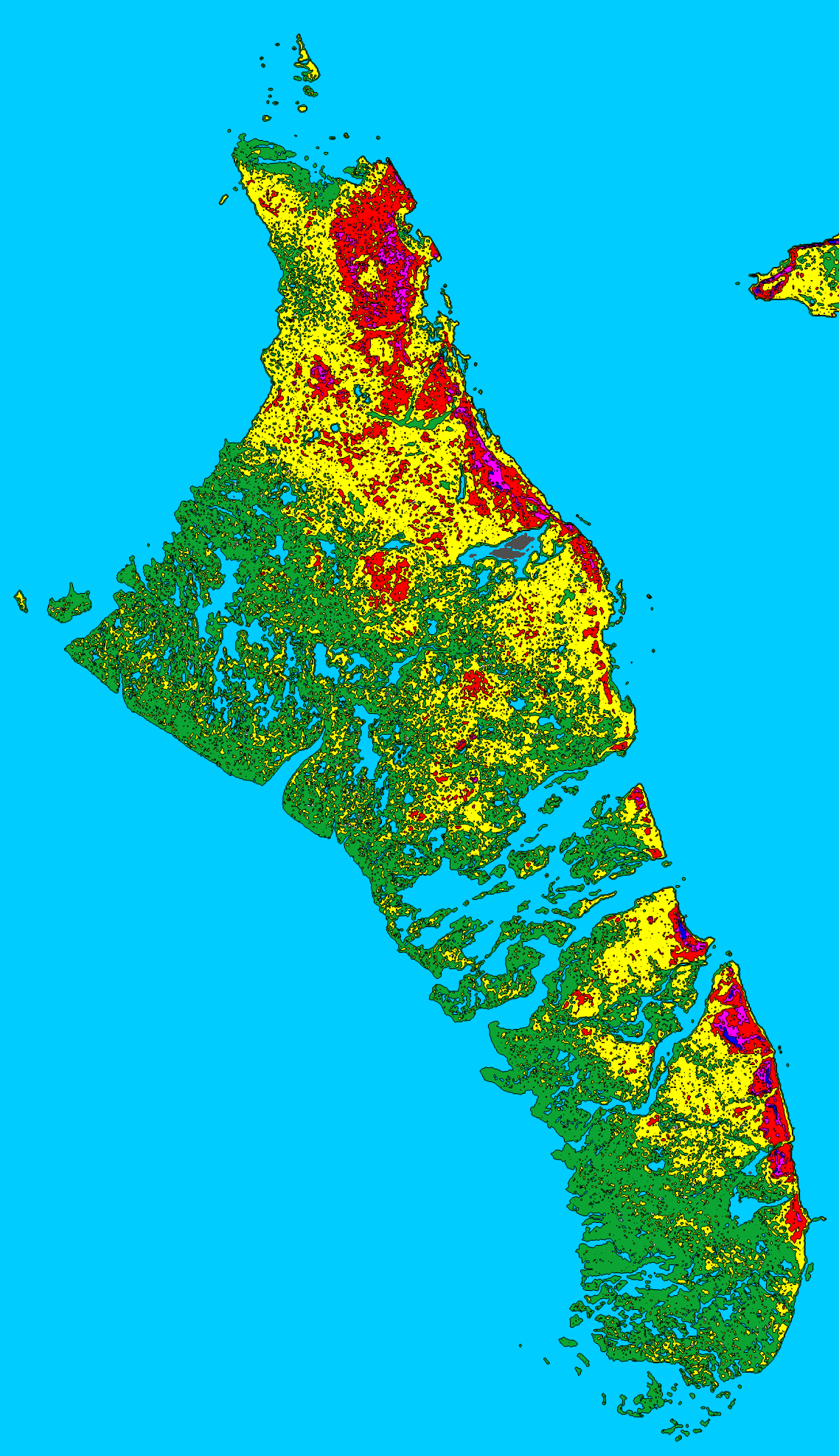
Рельєф острова Андрос
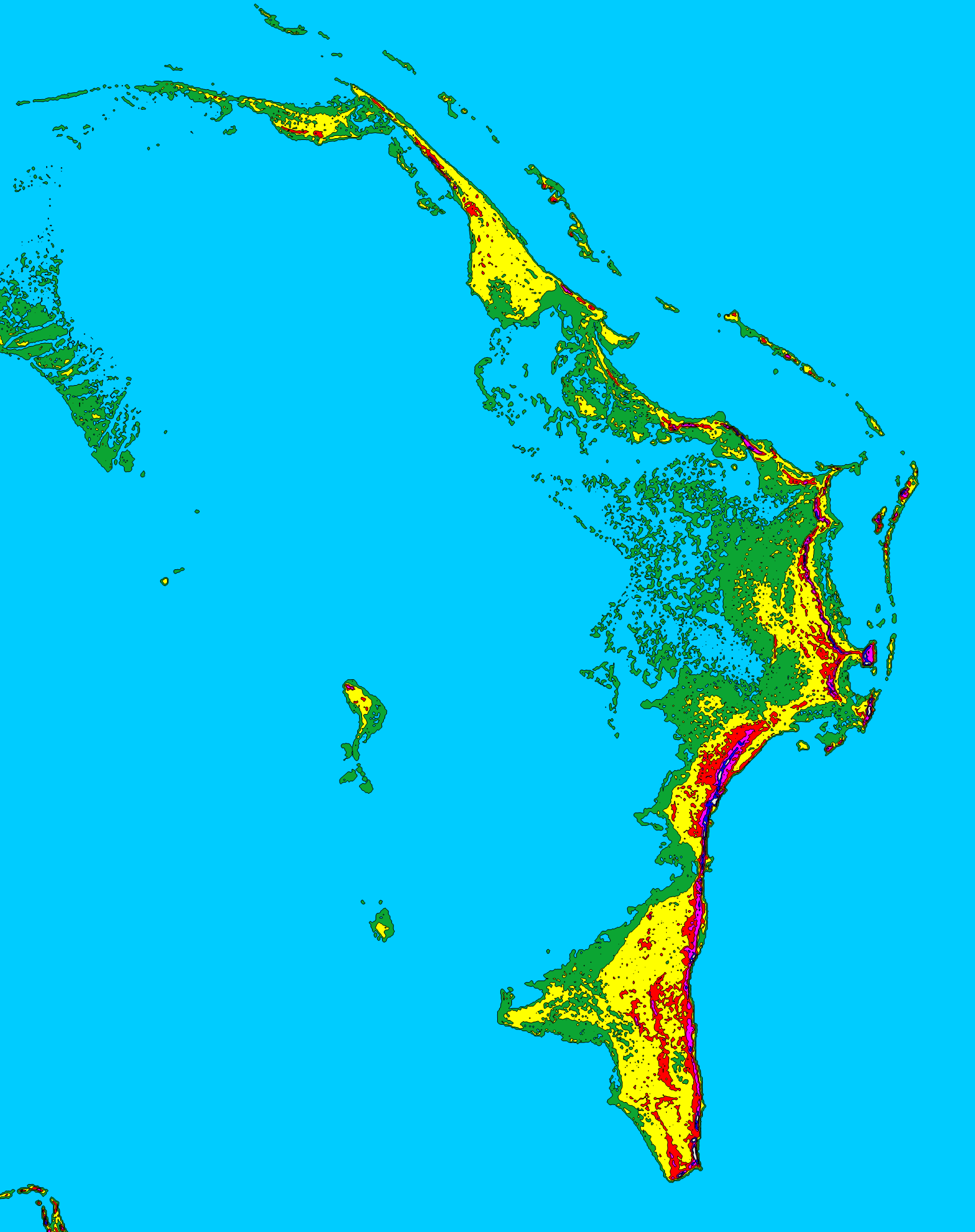
Рельєф острова Абако
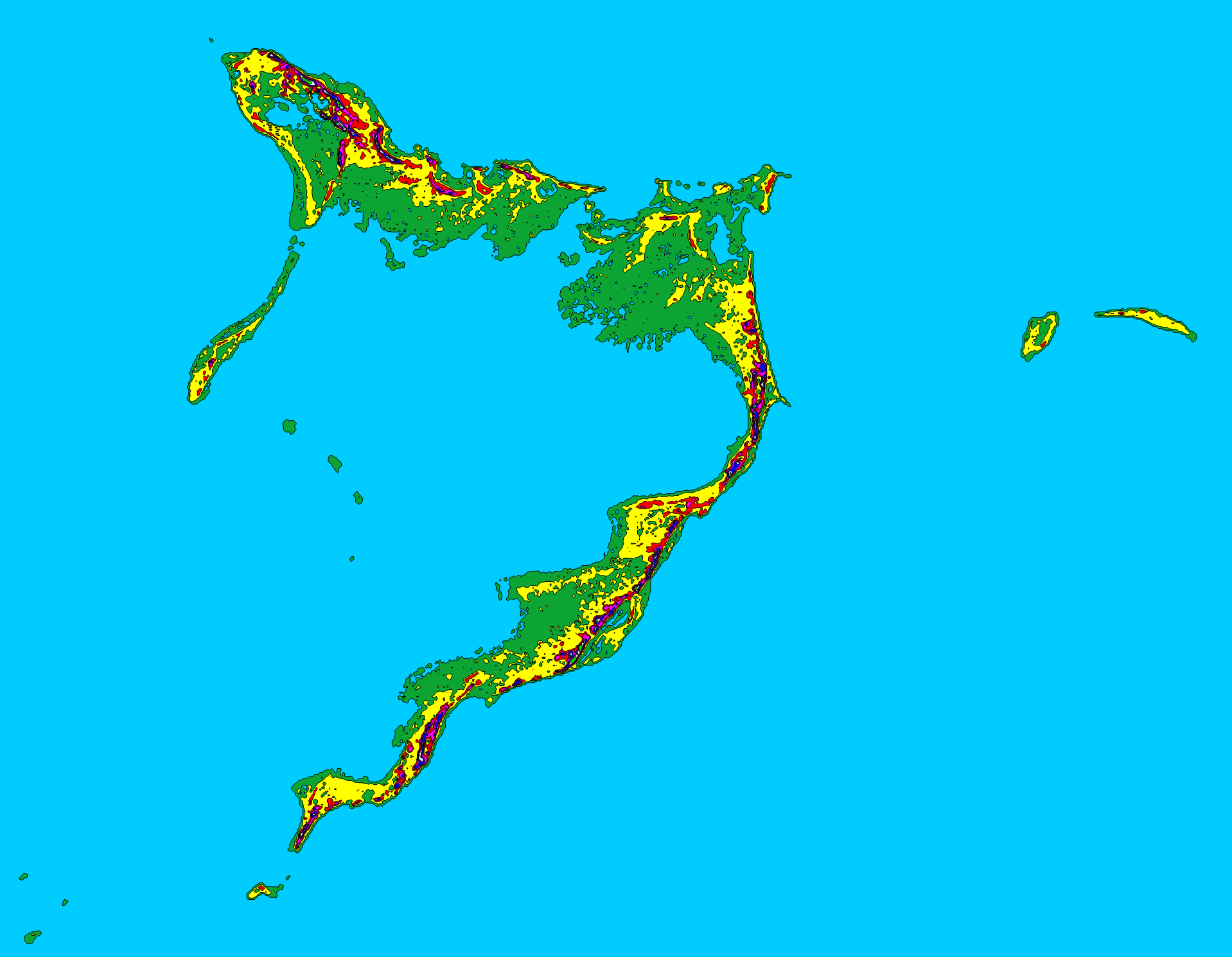
Рельєф островів Аклінс і Крукед
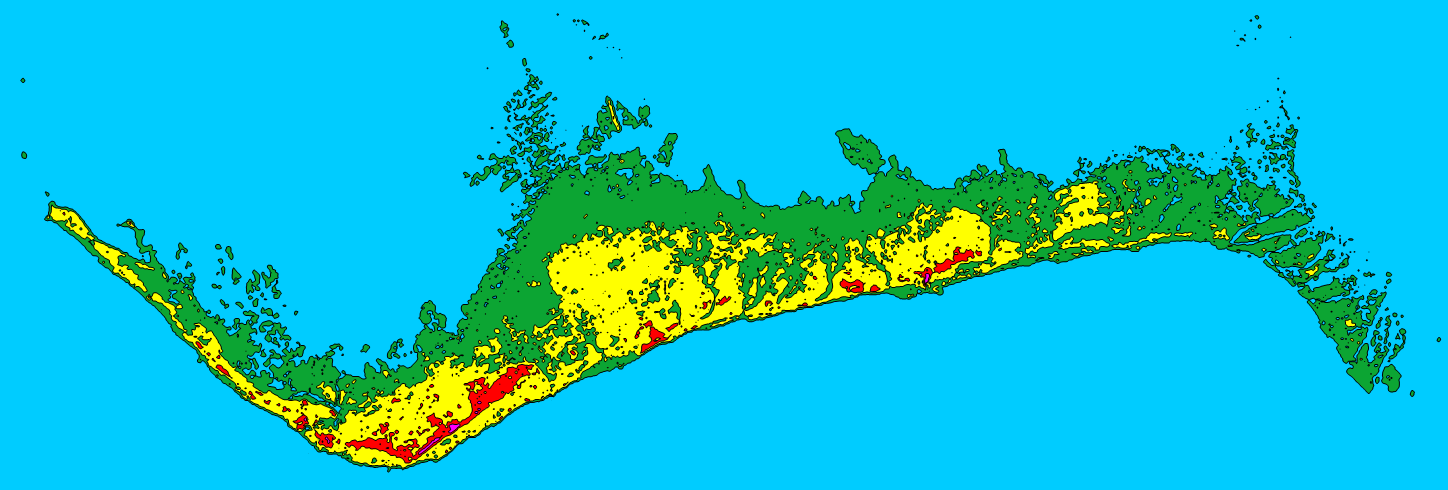
Рельєф острова Велика Багама
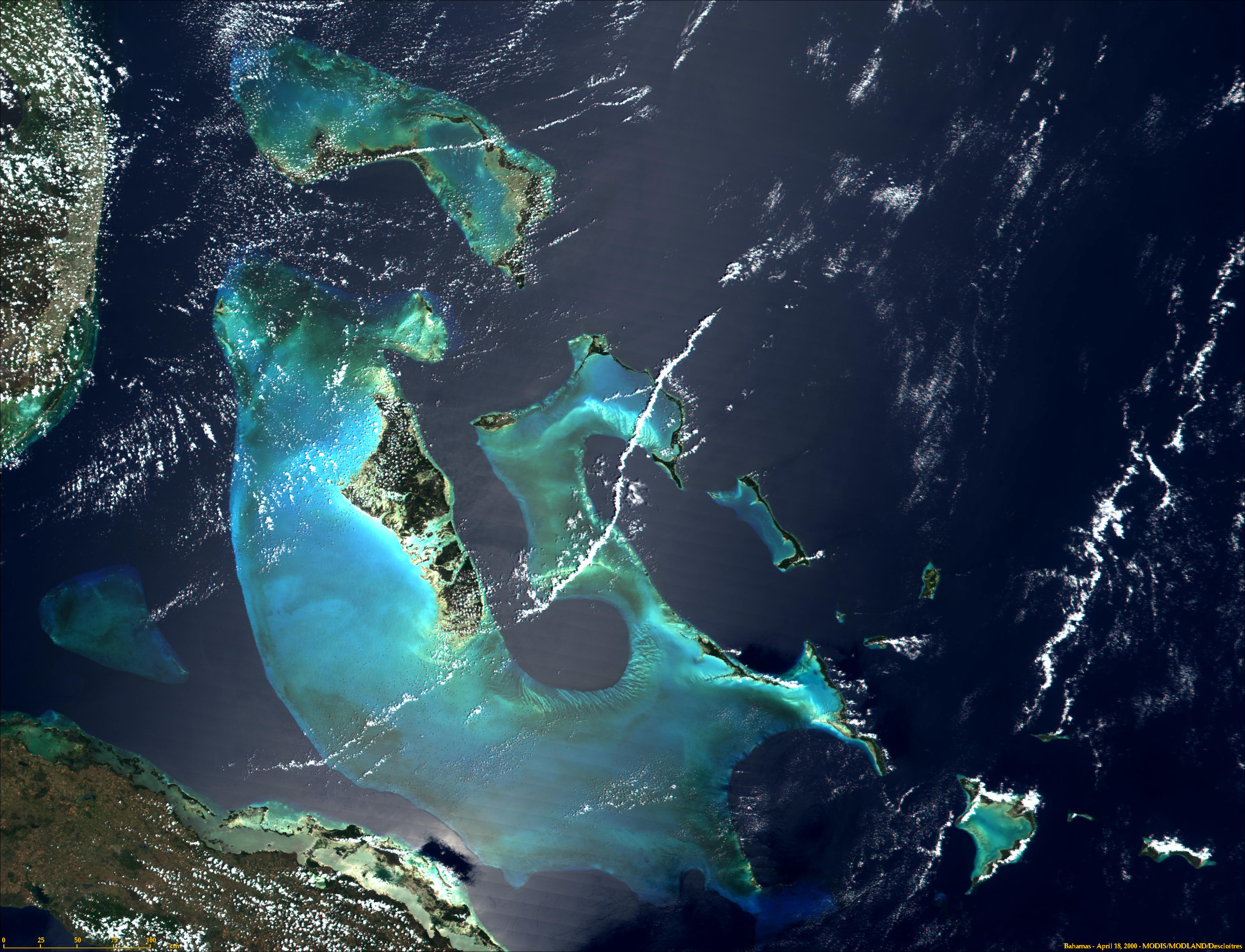
Супутниковий знімок поверхні країни
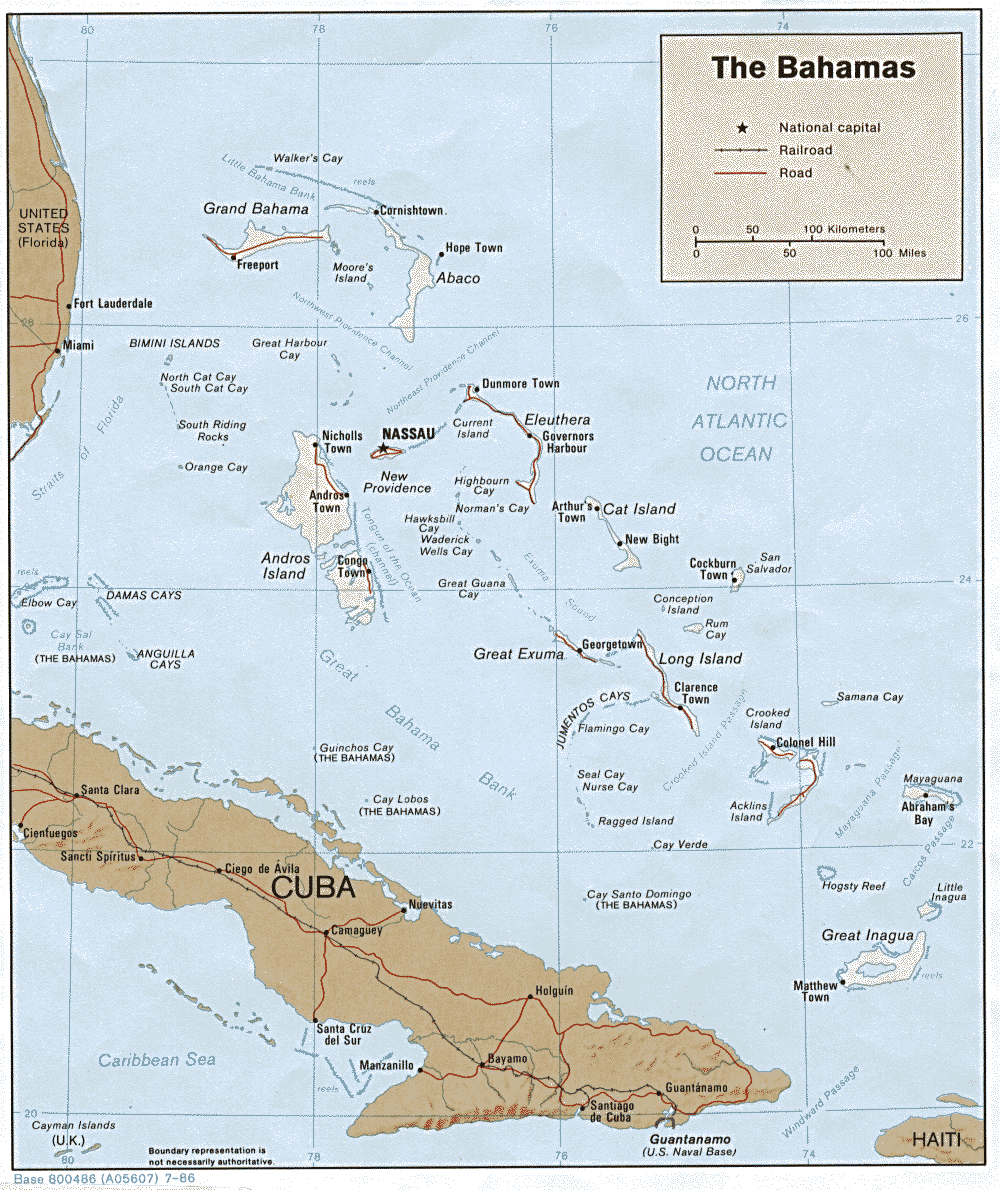
Карта країни (англ.)

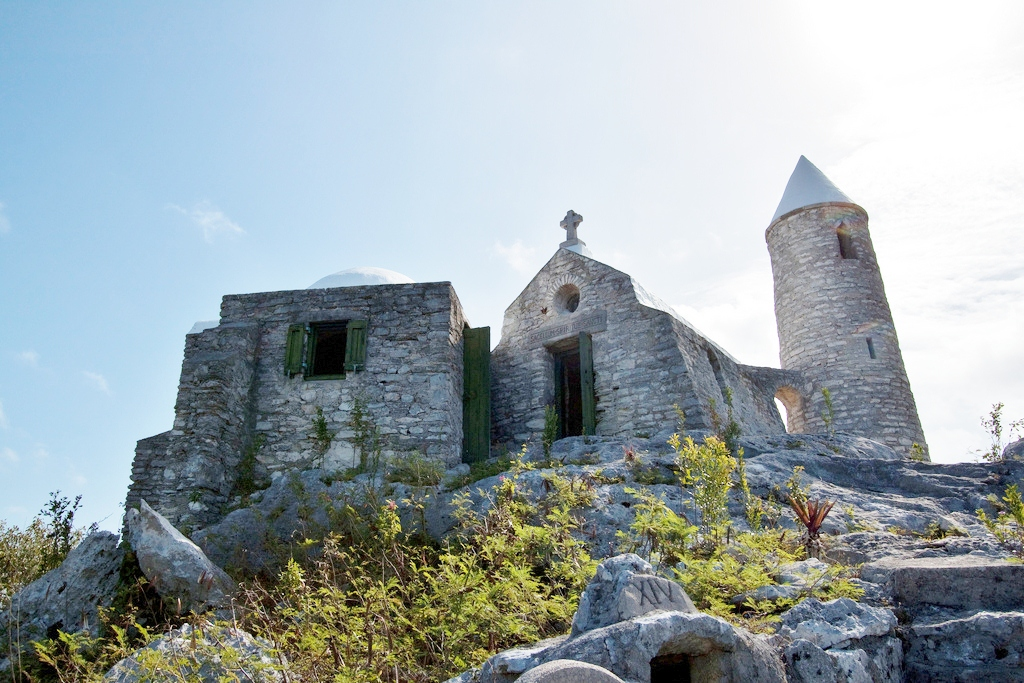
Скит на вершині пагорба Алвернія
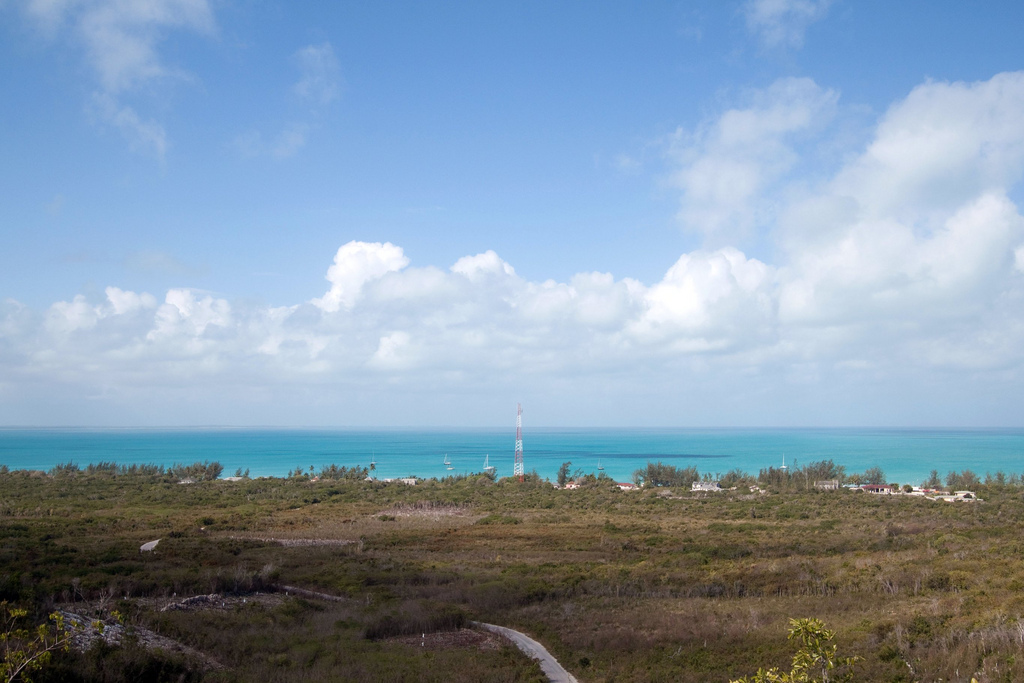
Краєвид з пагорба Алавернія
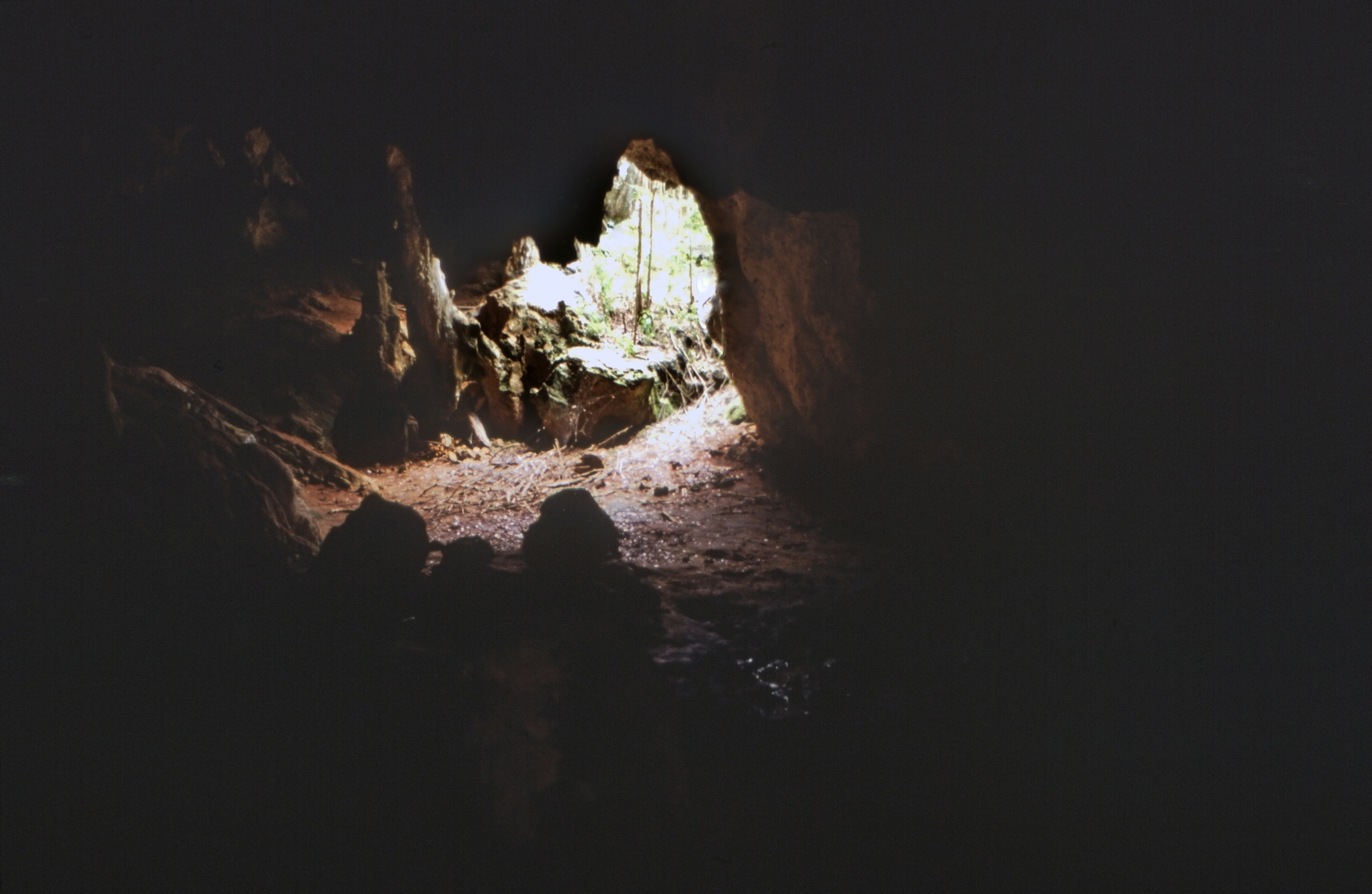
Печера Гамільтона

### Узбережжя

Узбережжя і мілини Багамів з космосу
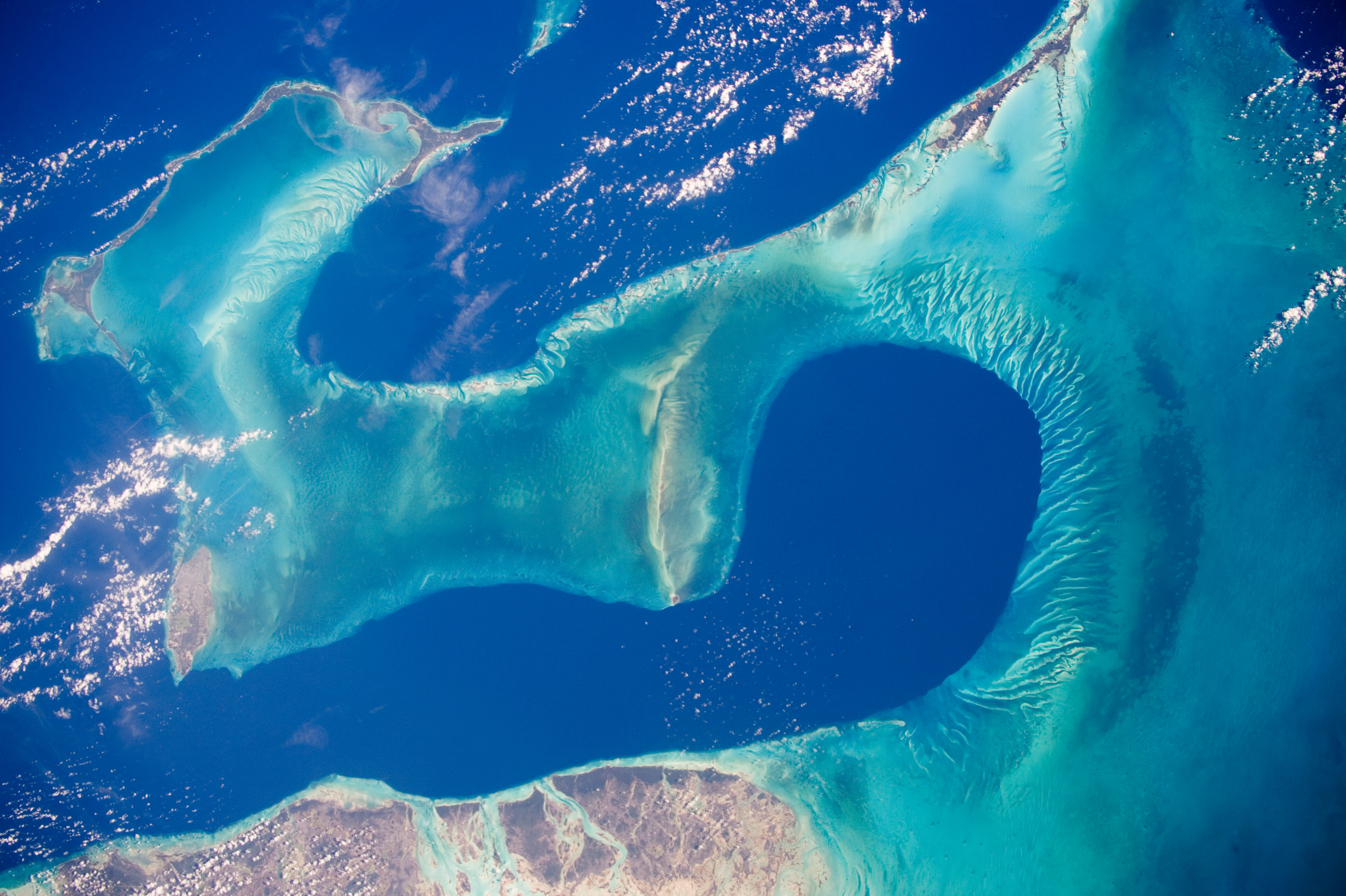
border
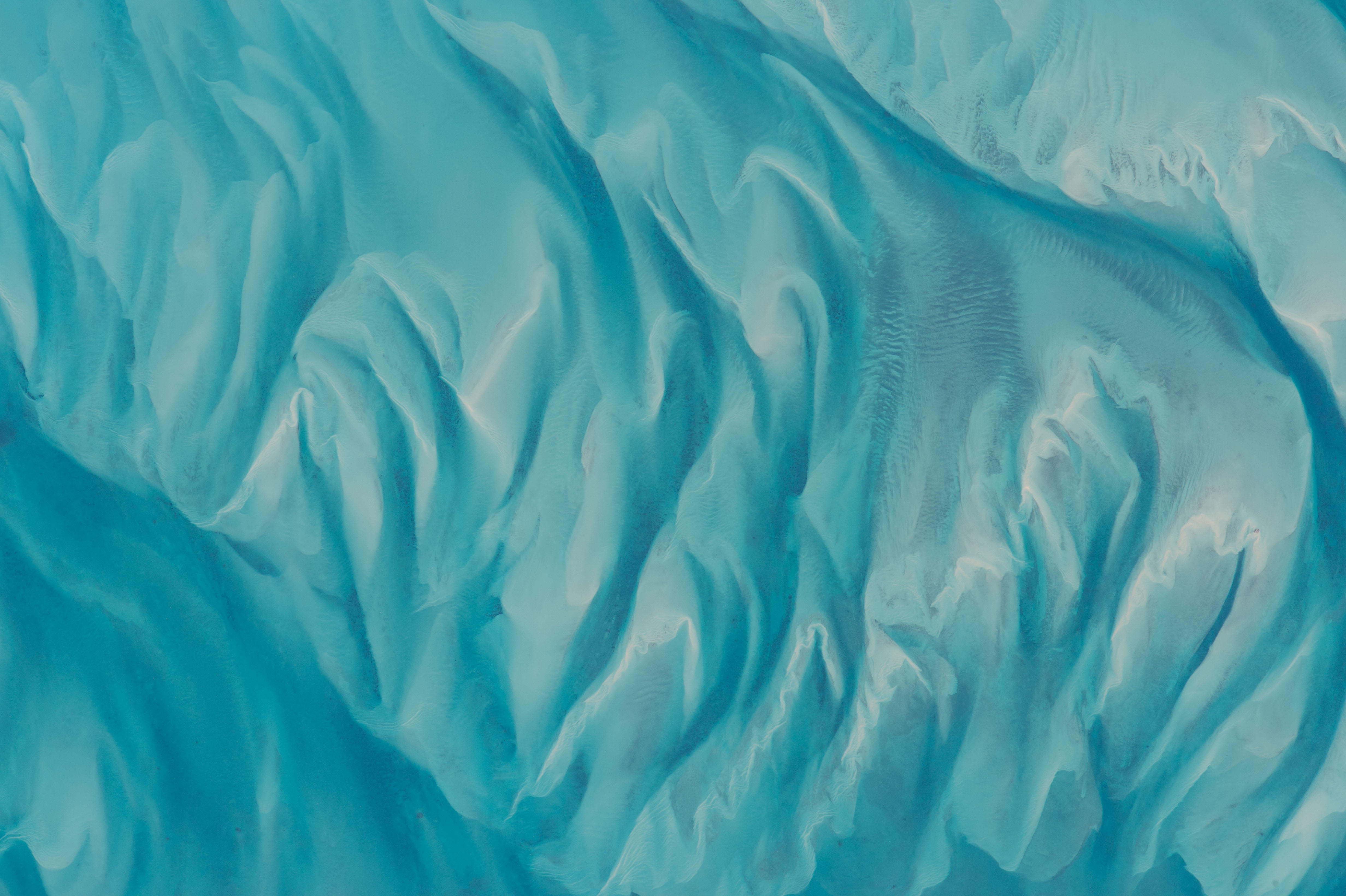
border
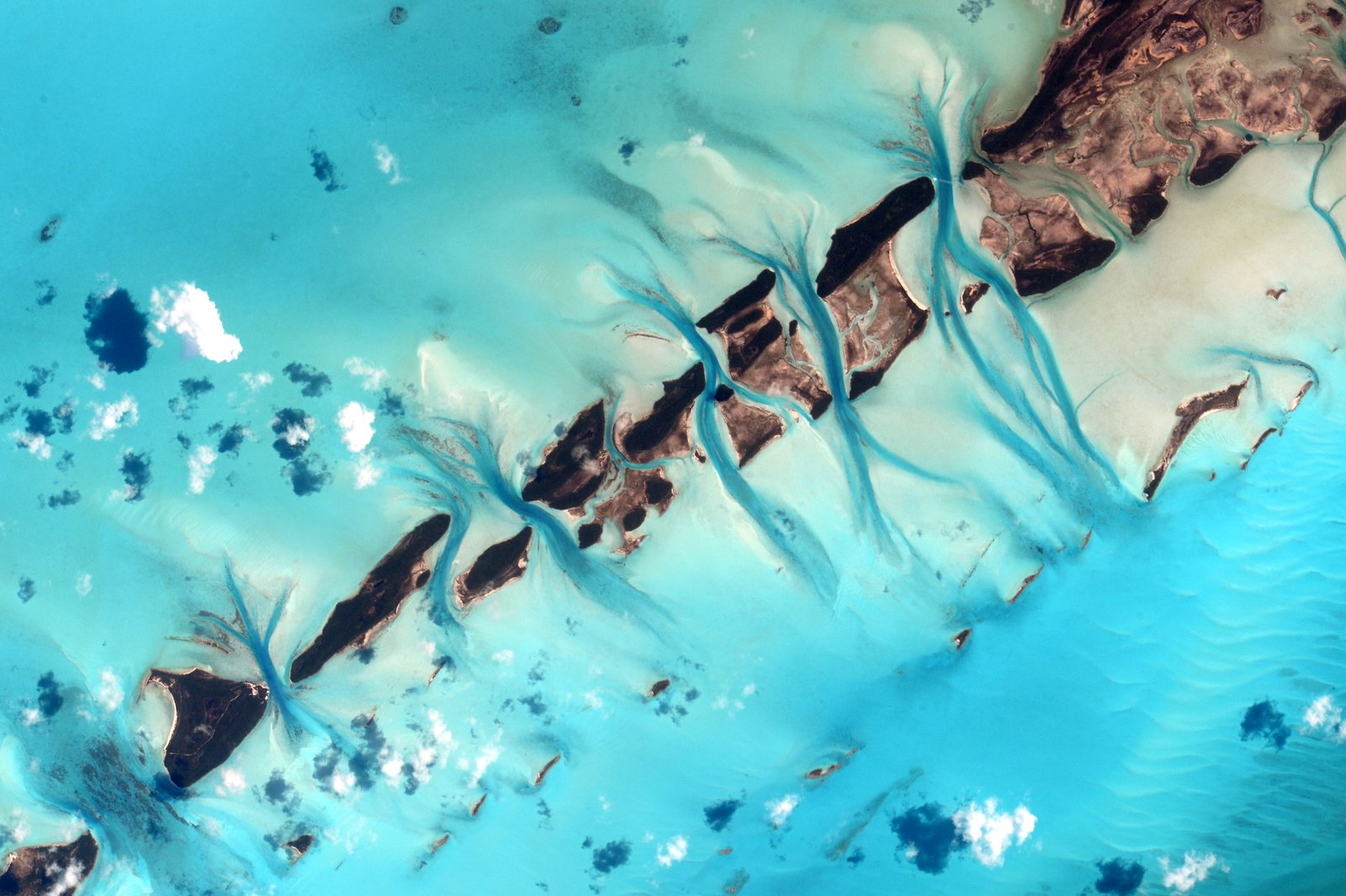
Припливно-відпливні канали
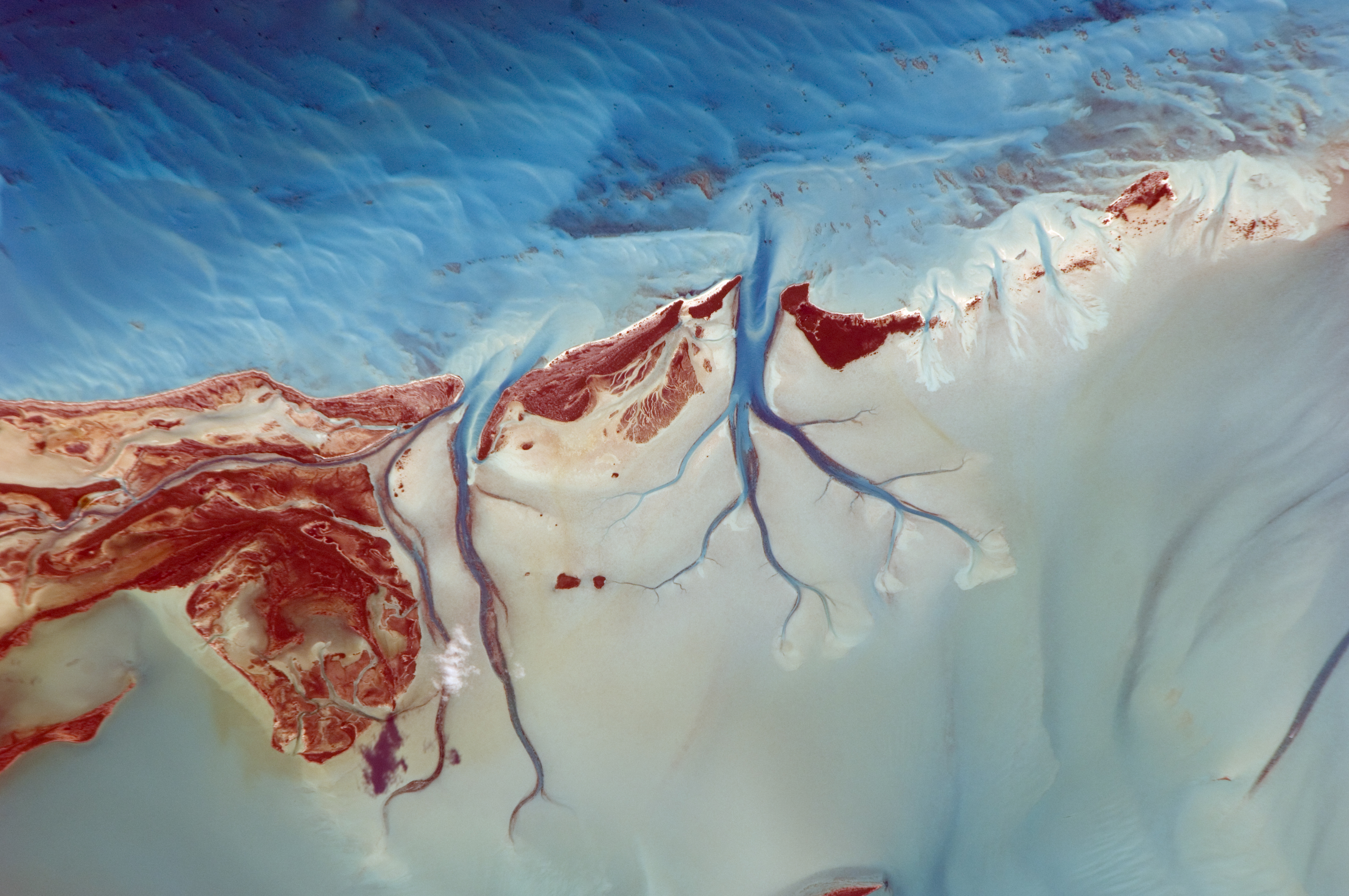
Припливно-відпливні канали

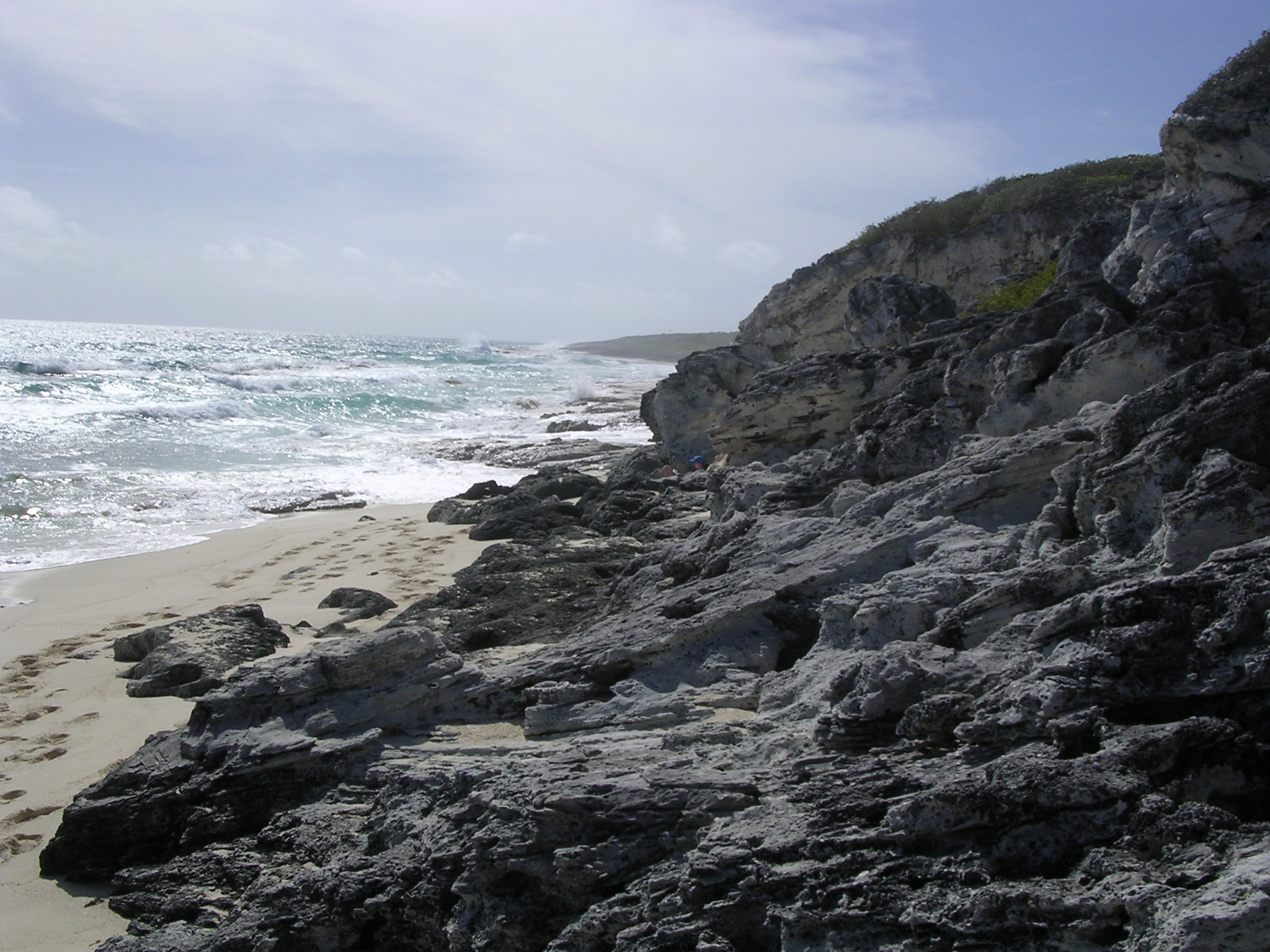
Навітряне узбережжя
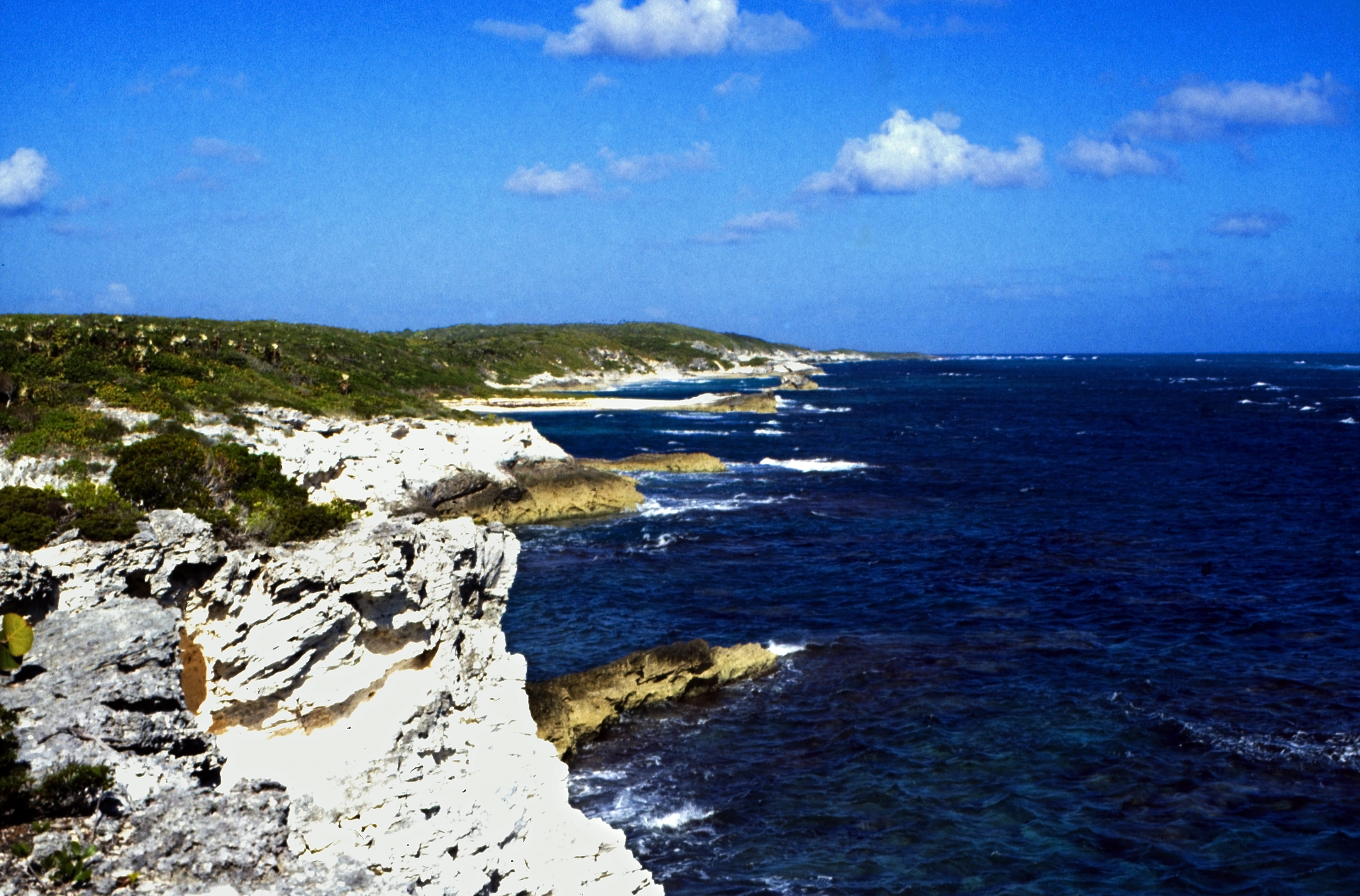
Вапнякові скелі узбереж
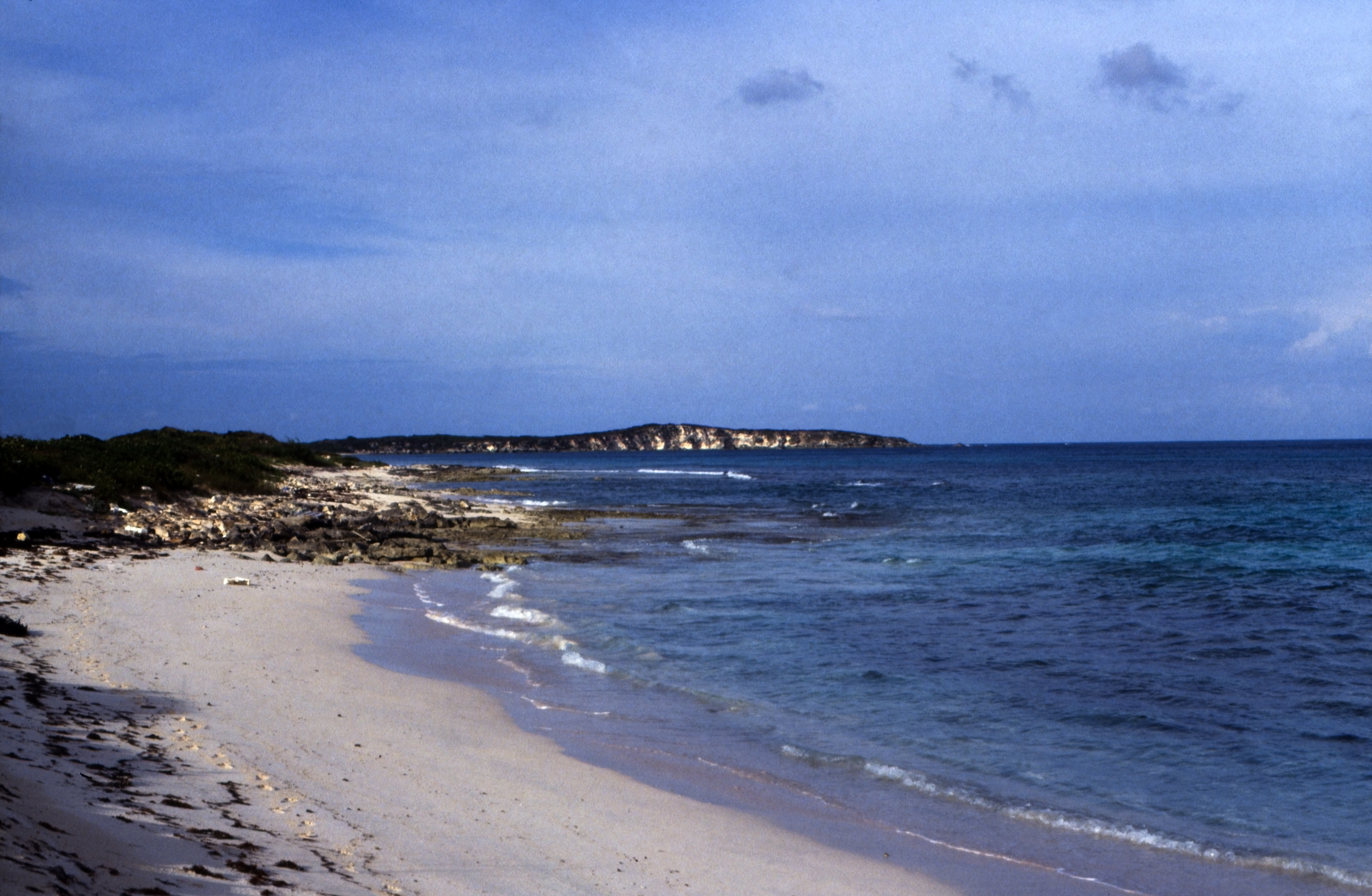
Піщані пляжі
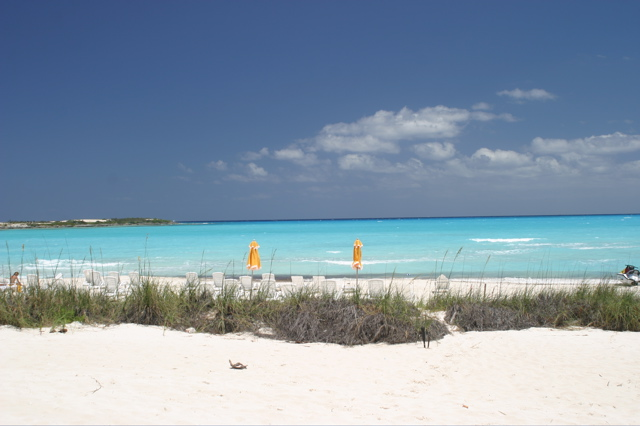
Смарагдова бухта на острові Велика Ексума
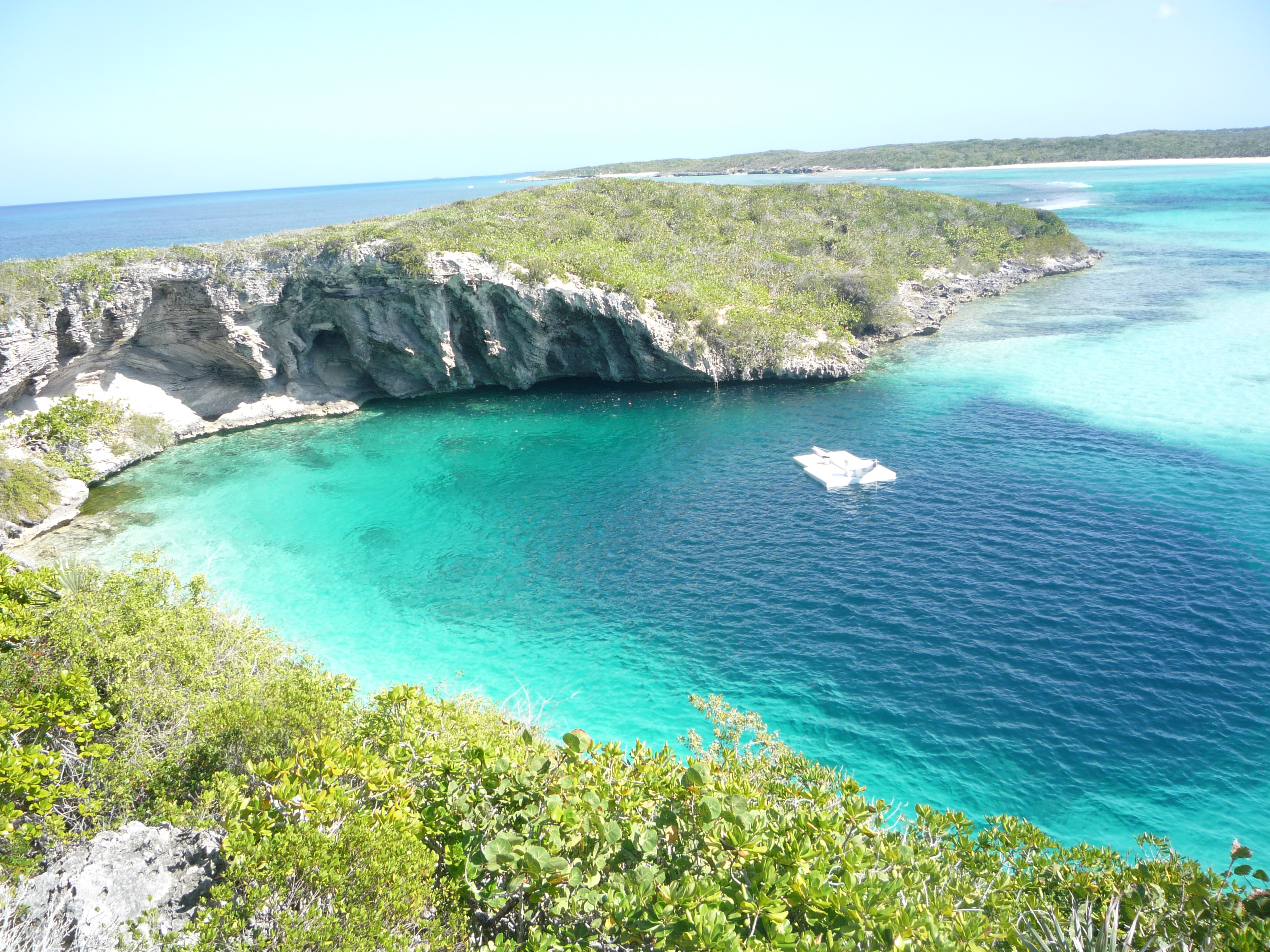
Блакитна діра Діна

## Клімат
Територія Багамських Островів лежить у тропічному кліматичному поясі. Увесь рік панують тропічні повітряні маси. Сезонний хід температури повітря чітко відстежується. Переважають змінні вітри, або періоди штилю. У теплий сезон з морів та океанів часто надходять тропічні циклони.

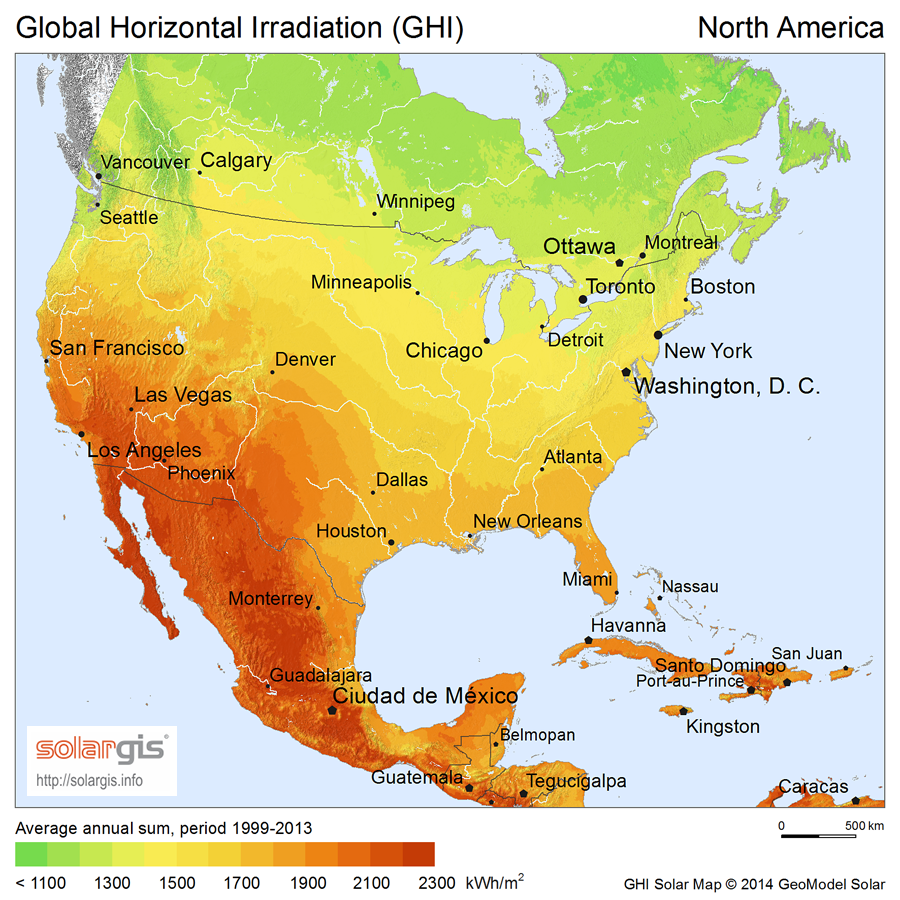
Сонячна радіація (англ.)
Кліматична карта Багамських Островів (за Кеппеном)
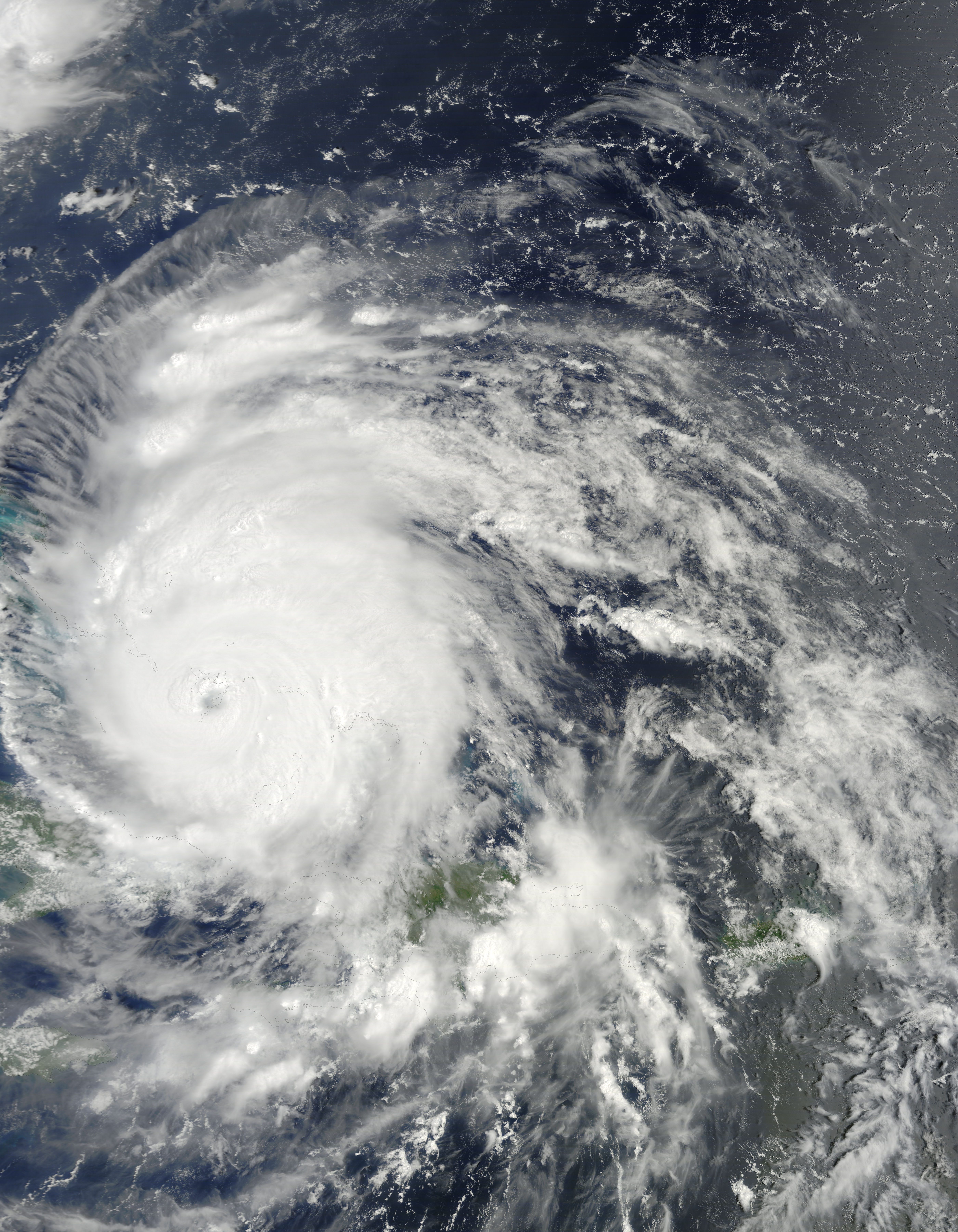
Ураган Ірина над Багамами, 2011 рік

| Клімат Нассау          | Клімат Нассау | Клімат Нассау | Клімат Нассау | Клімат Нассау | Клімат Нассау | Клімат Нассау | Клімат Нассау | Клімат Нассау | Клімат Нассау | Клімат Нассау | Клімат Нассау | Клімат Нассау | Клімат Нассау |
| Показник               | Січ.          | Лют.          | Бер.          | Квіт.         | Трав.         | Черв.         | Лип.          | Серп.         | Вер.          | Жовт.         | Лист.         | Груд.         | Рік           |
| Середній максимум, °C  | 25,2          | 25,3          | 26,5          | 27,7          | 29,2          | 30,7          | 31,7          | 31,8          | 31,3          | 29,7          | 27,7          | 25,9          | 28,56         |
| Середній мінімум, °C   | 16,7          | 16,9          | 17,7          | 19,0          | 21,0          | 22,9          | 23,7          | 23,8          | 23,6          | 22,2          | 20,0          | 17,7          | 20,43         |
| Норма опадів, мм       | 47.2          | 40.3          | 39.8          | 53.8          | 116.3         | 232.9         | 157.7         | 215.9         | 171.4         | 175.5         | 56.6          | 51.8          | 1359          |
| Вологість повітря, %   | 78            | 78            | 76            | 74            | 77            | 79            | 77            | 79            | 81            | 80            | 78            | 78            | 78            |
| ---------------------- | ------------- | ------------- | ------------- | ------------- | ------------- | ------------- | ------------- | ------------- | ------------- | ------------- | ------------- | ------------- | ------------- |
| Джерело: World Climate |               |               |               |               |               |               |               |               |               |               |               |               |               |

Багамські Острови є членом Всесвітньої метеорологічної організації (WMO), в країні ведуться систематичні спостереження за погодою.

## Внутрішні води
Загальні запаси відновлюваних водних ресурсів (ґрунтові і поверхневі прісні води) становлять 0,02 км³. Станом на 2012 рік в країні налічувалось 10 км² зрошуваних земель.

### Річки
Річки країни належать басейну Атлантичного океану.

### Озера

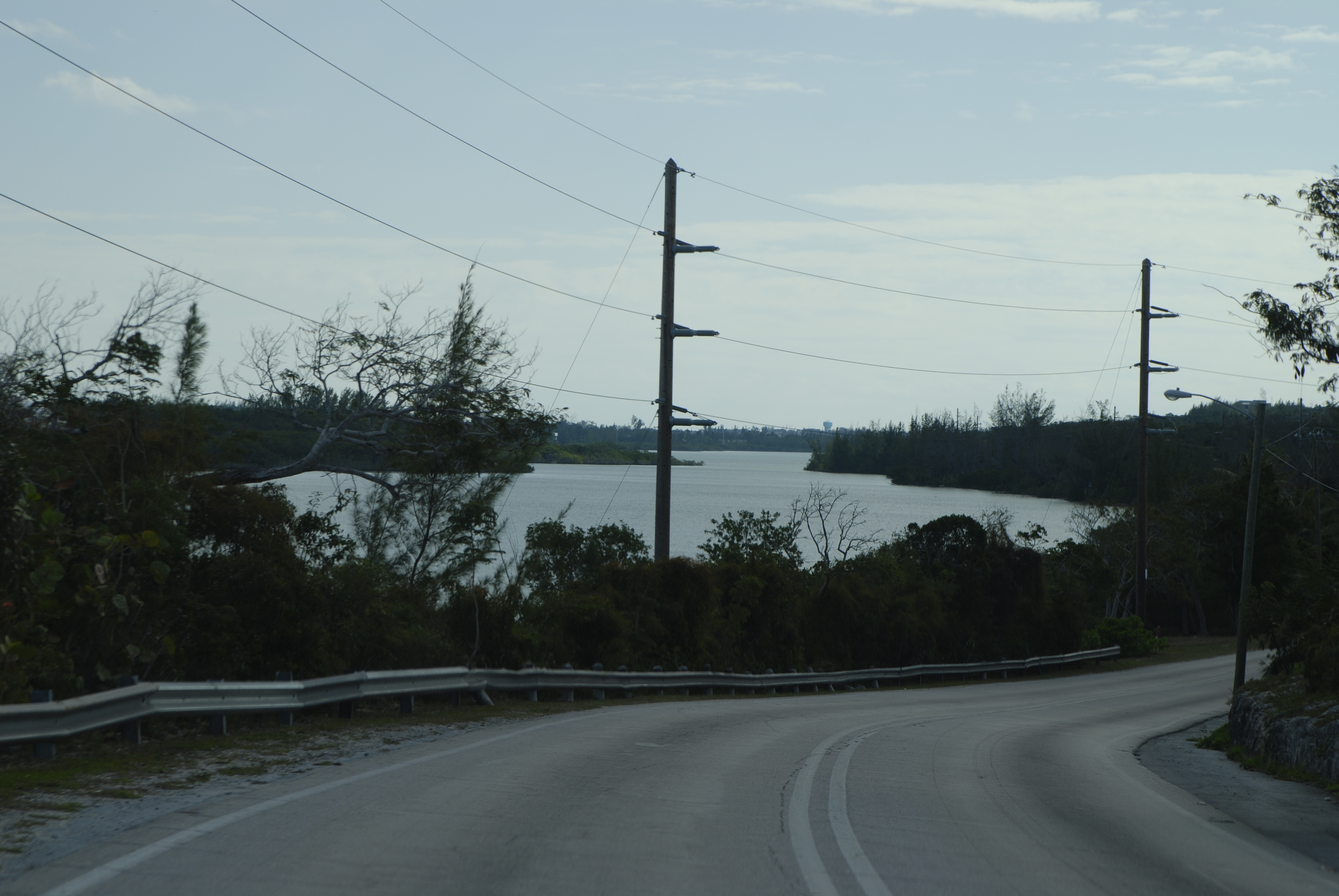
Озеро Каннінгем
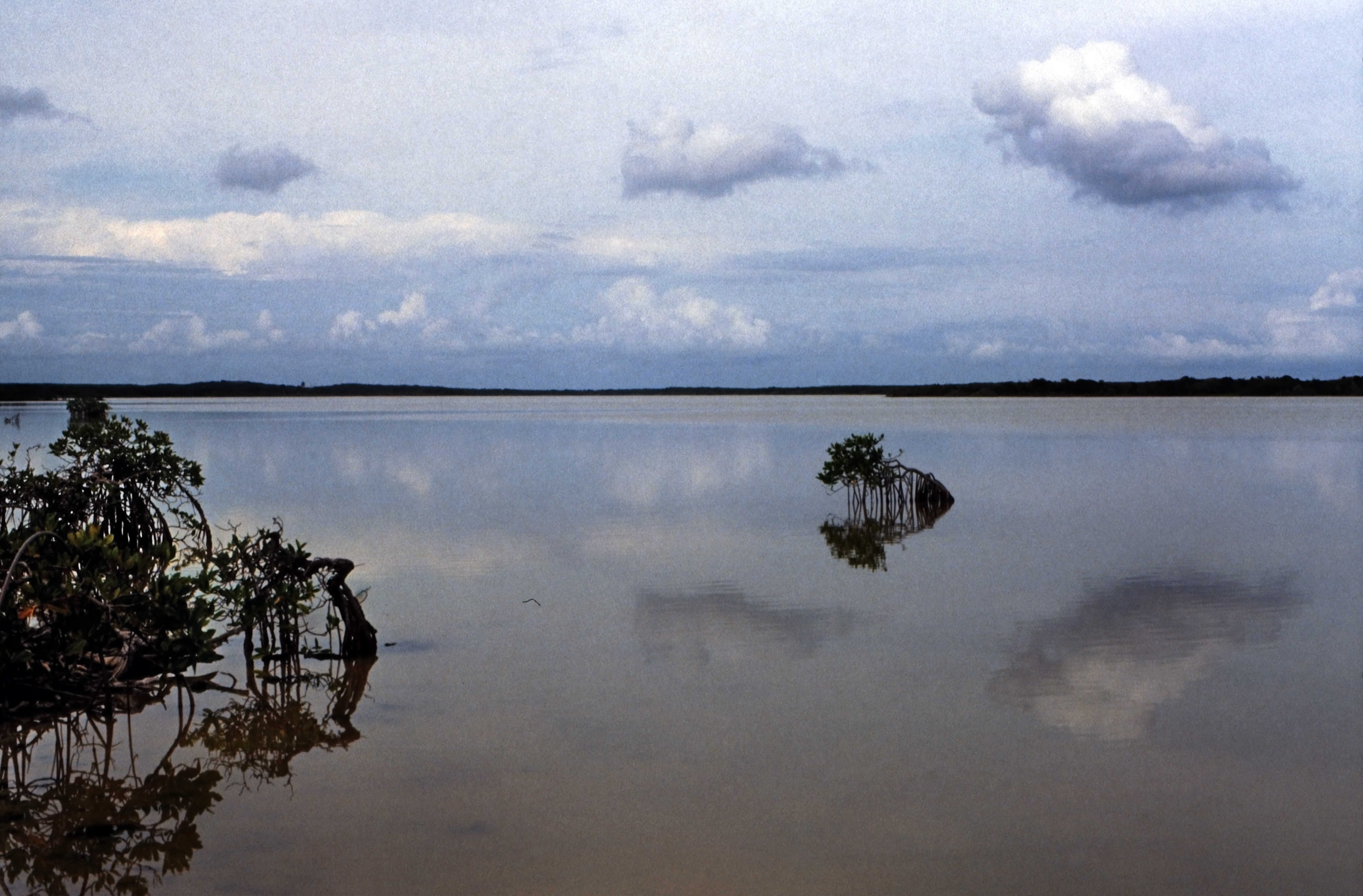
Озеро на острові Сан-Сальвадор

## Рослинність

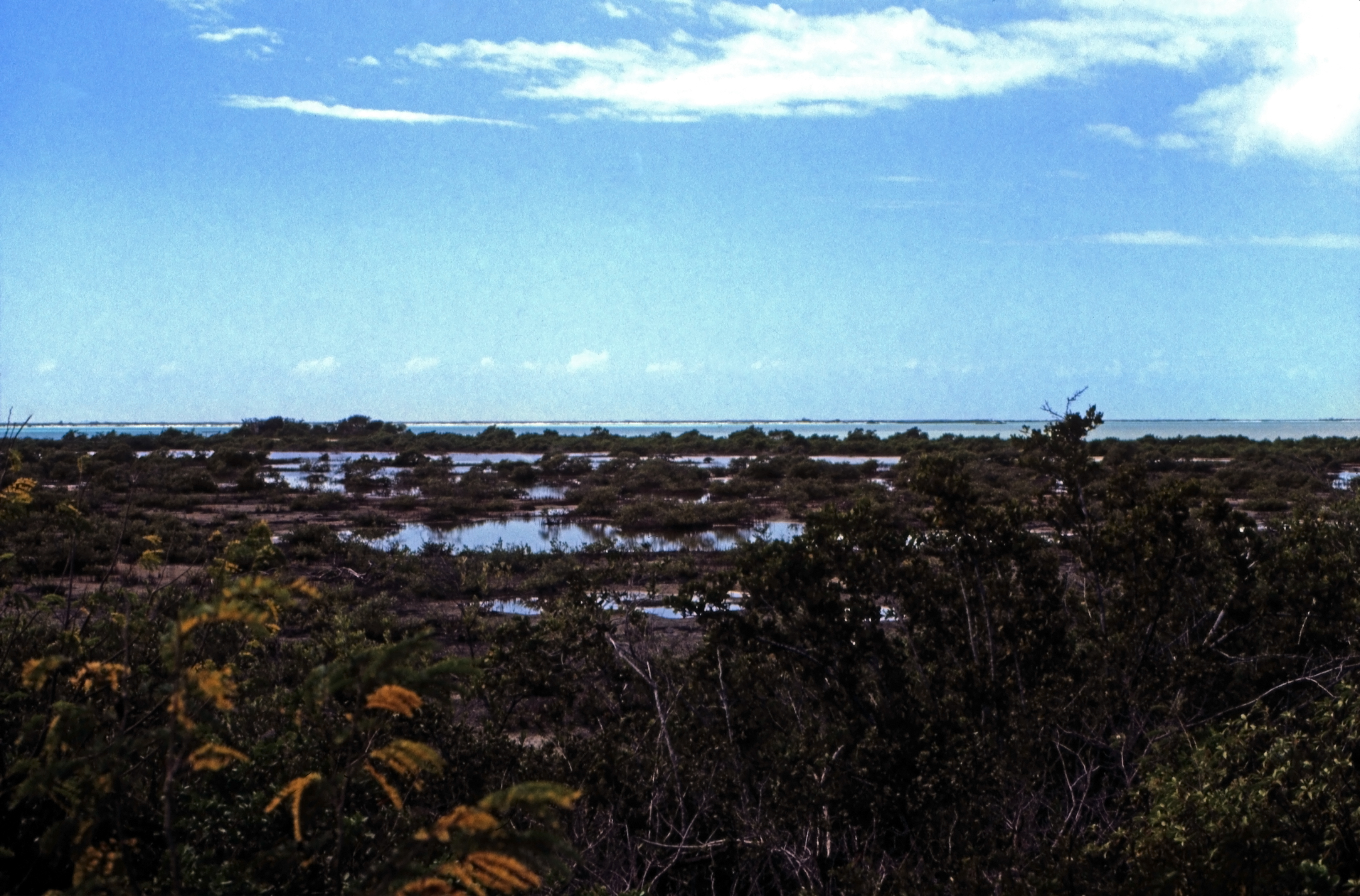
Мангрові зарості
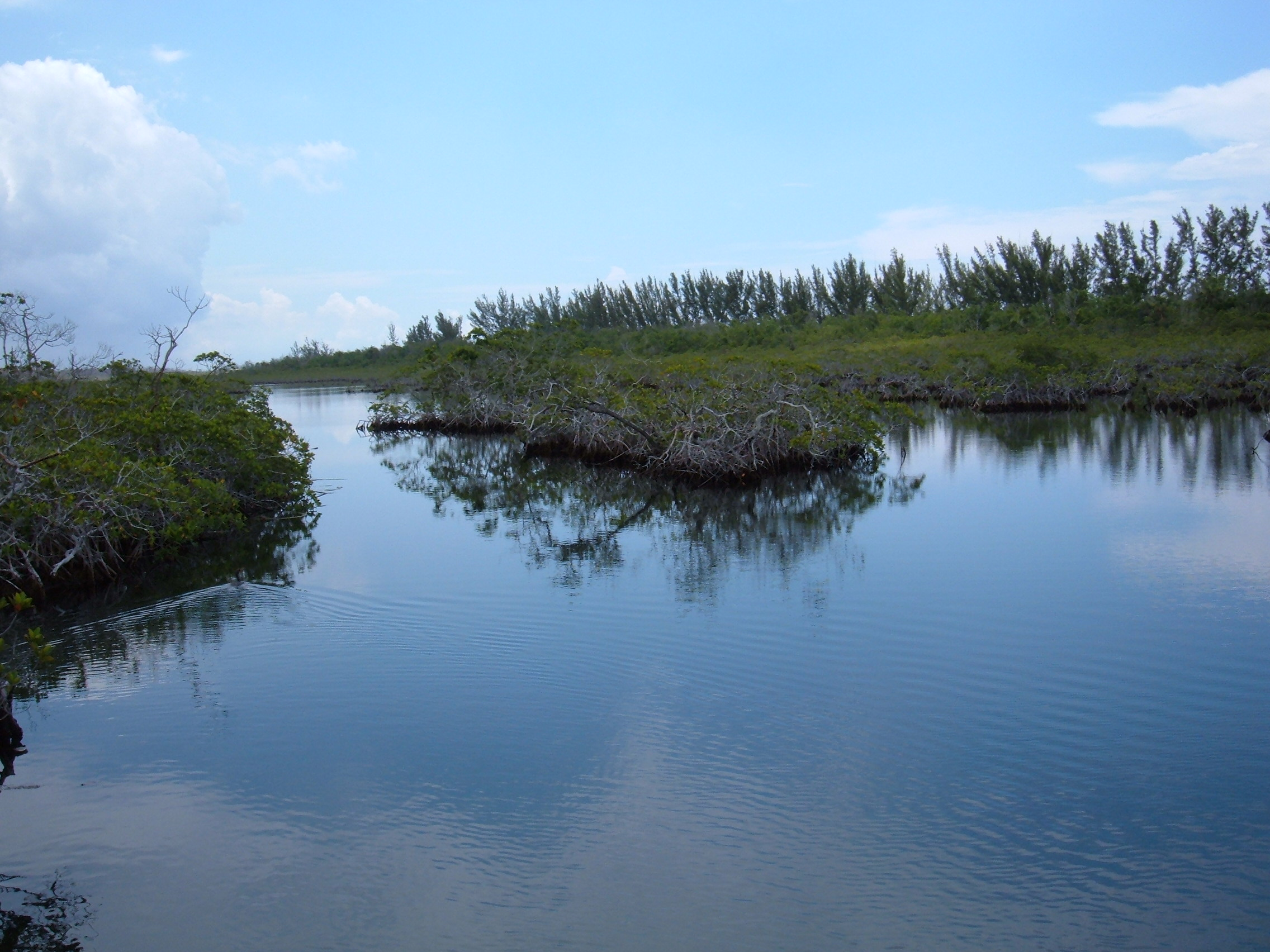
Мангрові зарості
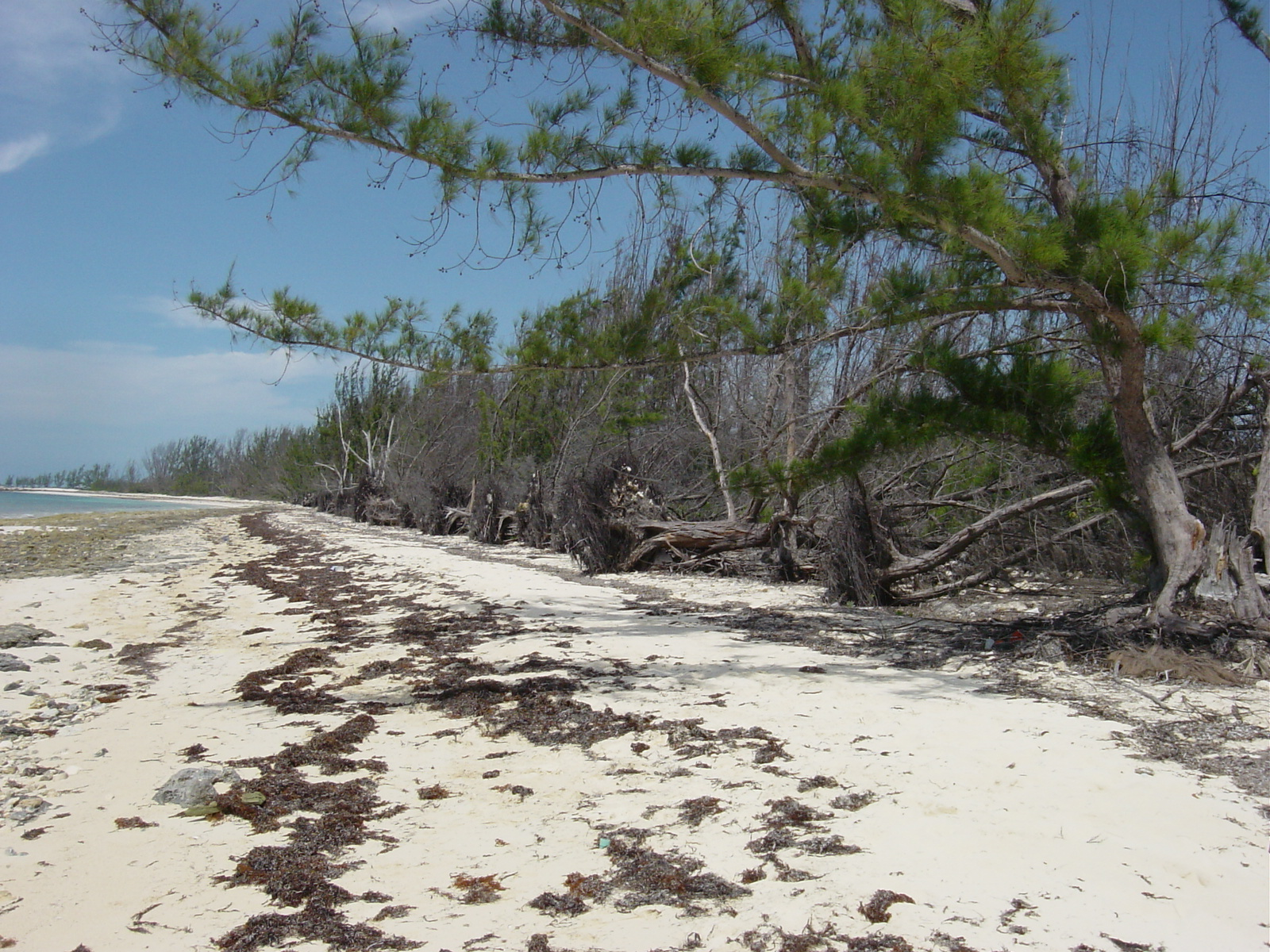
Рослинність узбереж після урагану
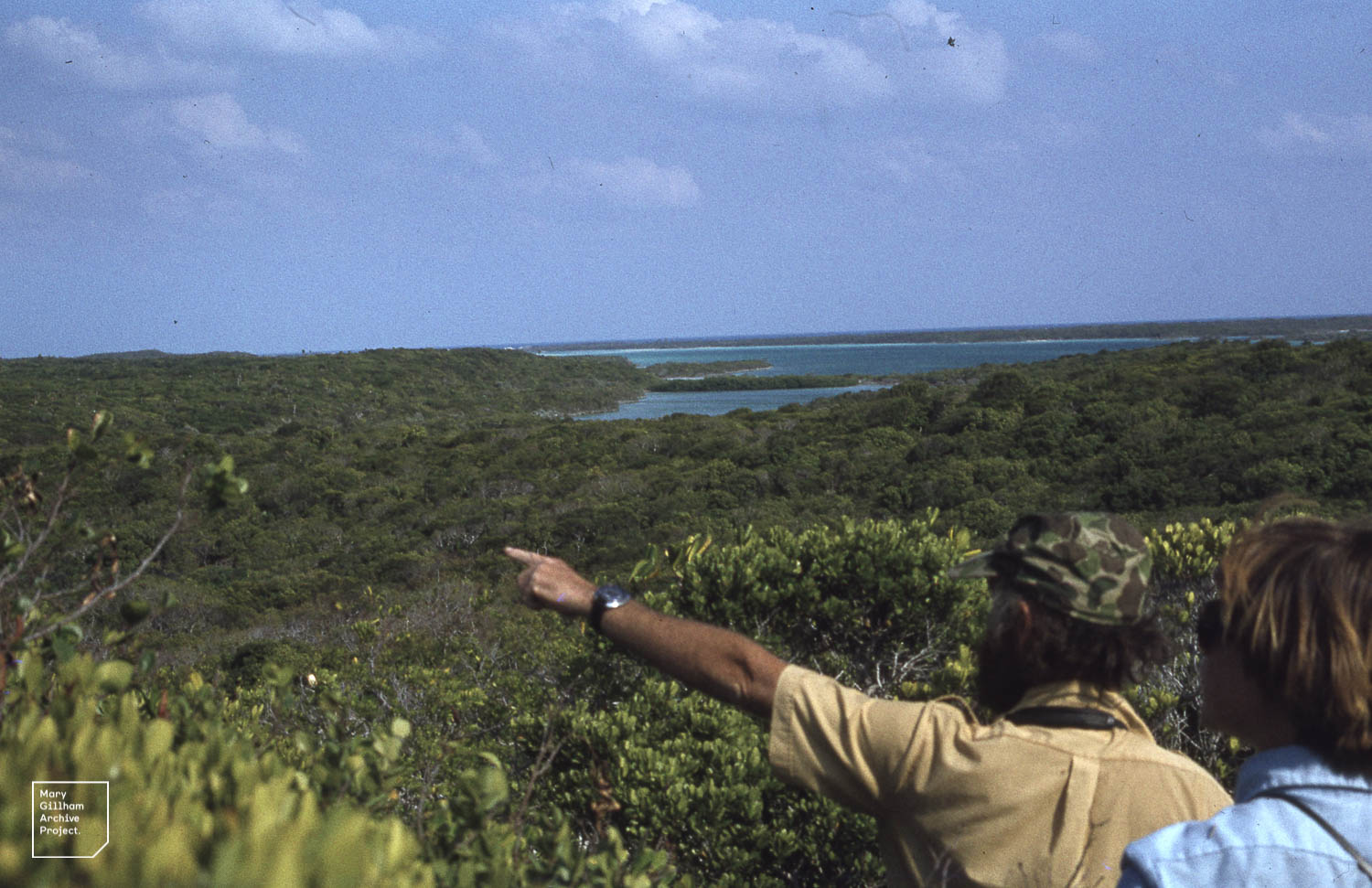
Ксерофітний скреб

Земельні ресурси Багамських Островів (оцінка 2011 року):
- придатні для сільськогосподарського обробітку землі — 1,4 %,
  - орні землі — 0,8 %,
  - багаторічні насадження — 0,4 %,
  - землі, що постійно використовуються під пасовища — 0,2 %;
- землі, зайняті лісами і чагарниками — 51,4 %;
- інше — 47,2 %[1].

## Тваринний світ
Зоогеографічнотериторія країни належить до Антильської підобласті Неотропічної області.

## Охорона природи
Багамські Острови є учасником ряду міжнародних угод з охорони навколишнього середовища:
- Конвенції про біологічне різноманіття (CBD),
- Рамкової конвенції ООН про зміну клімату (UNFCCC),
- Кіотського протоколу до Рамкової конвенції,
- Конвенції ООН про боротьбу з опустелюванням (UNCCD),
- Конвенції про міжнародну торгівлю видами дикої фауни і флори, що перебувають під загрозою зникнення (CITES),
- Базельської конвенції протидії транскордонному переміщенню небезпечних відходів,
- Конвенції з міжнародного морського права,
- Монреальського протоколу з охорони озонового шару,
- Міжнародної конвенції запобігання забрудненню з суден (MARPOL),
- Рамсарської конвенції із захисту водно-болотних угідь[11].

## Стихійні лиха та екологічні проблеми
На території країни спостерігаються небезпечні природні явища і стихійні лиха: урагани викликають сильні зливи і руйнівні вітри.
Серед екологічних проблем варто відзначити:
- руйнування коралових рифів;
- нагромадження твердих відходів на сміттєзвалищах.

## Фізико-географічне районування
У фізико-географічному відношенні територію Багамських Островів можна розділити на _ райони, що відрізняються один від одного рельєфом, кліматом, рослинним покривом: .

### Українською
- Атлас світу / голов. ред. І. С. Руденко ; зав. ред. В. В. Радченко ; відп. ред. О. В. Вакуленко. — К. : ДНВП «Картографія», 2005. — 336 с. — ISBN 9666315467.
- Атлас. 7 клас. Географія материків і океанів / Укладачі О. Я. Скуратович, Н. І. Чанцева. — К. : ДНВП «Картографія», 2014.
- Бєлозоров С. Т. Географія материків. — К. : Вища школа, 1971. — 371 с.
- Барановська О. В. Фізична географія материків і океанів : навч. посіб. для студентів ВНЗ : [у 2 ч.]. — Н. : Ніжинський державний університет ім. Миколи Гоголя, 2013. — 306 с. — ISBN 978-617-527-106-3.
- Багамські Острови // Гірничий енциклопедичний словник : [у 3-х тт.] / за ред. В. С. Білецького. — Д. : Східний видавничий дім, 2004. — Т. 3. — 752 с. — ISBN 966-7804-78-X.
- Дубович І. А. Країнознавчий словник-довідник. — 5-те вид., перероб. і доп. — К. : Знання, 2008. — 839 с. — ISBN 978-966-346-330-8.
- Економічна і соціальна географія країн світу. Навчальний посібник / За ред. Кузика С. П. — Л. : Світ, 2002. — 672 с. — ISBN 966-603-178-7.
- Панасенко Б. Д. Фізична географія материків : навч. посіб. : в 2 ч. — В. : ЕкоБізнесЦентр, 1999. — 200 с.
- Юрківський В. М. Регіональна економічна і соціальна географія. Зарубіжні країни: Підручник. — 2-ге. — К. : Либідь, 2001. — 416 с. — ISBN 966-06-0092-5.

### Англійською
- (англ.) Graham Bateman. The Encyclopedia of World Geography. — Andromeda, 2002. — 288 с. — ISBN 1871869587.
- (англ.) Donovan, Steven K.; Jackson, Trevor A. (1994). Caribbean Geology: An Introduction. University of West Indies. с. 289. ISBN 9764100333.

### Російською
- (рос.) Багамские Острова // Латинская Америка. Энциклопедический справочник [в 2-х тт.] / Главный редактор В. В. Вольский. — М. : Советская энциклопедия, 1979. — Т. 1. А-К. — 576 с.
- (рос.) Алисов Б. П., Берлин И. А., Михель В. М. Курс климатологии [в 3-х тт.] / под. ред. Е. С. Рубинштейн. — Л. : Гидрометеоиздат, 1954. — Т. 3. Климаты земного шара. — 320 с.
- (рос.) Апродов В. А. Зоны землетрясений. — М. : Мысль, 2010. — 462 с. — (Природа мира) — ISBN 978-5-244-01122-7.
- (рос.) Букштынов А. Д., Грошев Б. И., Крылов Г. В. Леса. — М. : Мысль, 1981. — 316 с. — (Природа мира)
- (рос.) Власова Т. В. Физическая география материков. С прилегающими частями океанов. Евразия, Северная Америка. — 4-е, перераб. — М. : Просвещение, 1986. — 417 с.
- (рос.) Гвоздецкий Н. А. Карст. — М. : Мысль, 1981. — 214 с. — (Природа мира)
- (рос.) Гвоздецкий Н. А., Голубчиков Ю. Н. Горы. — М. : Мысль, 1987. — 400 с. — (Природа мира)
- (рос.) Географический энциклопедический словарь: географические названия / под. ред. А. Ф. Трёшникова. — 2-е изд., доп. — М. : Советская энциклопедия, 1989. — 585 с. — ISBN 5-85270-057-6.
- (рос.) Дорст Ж. Центральная и Южная Америка. — М. : Прогресс, 1977. — 318 с. — (Континенты, на которых мы живем)
- (рос.) Исаченко А. Г., Шляпников А. А. Ландшафты. — М. : Мысль, 1989. — 504 с. — (Природа мира) — ISBN 5-244-00177-9.
- (рос.) Каплин П. А., Леонтьев О. К., Лукьянова С. А., Никифоров Л. Г. Берега. — М. : Мысль, 1991. — 480 с. — (Природа мира) — ISBN 5-244-00449-2.
- (рос.) Словарь современных географических названий / под общей редакцией акад. В. М. Котлякова. — Екатеринбург : У-Фактория, 2006.
- (рос.) Литвин В. М., Лымарев В. И. Острова. — М. : Мысль, 2010. — 288 с. — (Природа мира) — ISBN 978-5-244-01129-6.
- (рос.) Лобова Е. В., Хабаров А. В. Почвы. — М. : Мысль, 1983. — 304 с. — (Природа мира)
- (рос.) Максаковский В. П. Географическая картина мира. Книга I: Общая характеристика мира. — М. : Дрофа, 2008. — 495 с. — ISBN 978-5-358-05275-8.
- (рос.) Максаковский В. П. Географическая картина мира. Книга II: Региональная характеристика мира. — М. : Дрофа, 2009. — 480 с. — ISBN 978-5-358-06280-1.
- (рос.) Багамские Острова // Поспелов Е. М. Топонимический словарь. — М. : АСТ, 2005. — 229 с. — ISBN 5-17-016407-6.
- (рос.) География / под ред. проф. А. П. Горкина. — М. : Росмэн-Пресс, 2006. — 624 с. — (Современная иллюстрированная энциклопедия) — ISBN 5-353-02443-5.
- (рос.) Физико-географический атлас мира. — М. : Академия наук СССР и ГУГК СССР, 1964. — 298 с.
- (рос.) Энциклопедия стран мира / глав. ред. Н. А. Симония. — М. : НПО «Экономика» РАН, отделение общественных наук, 2004. — 1319 с. — ISBN 5-282-02318-0.